# Kolektomia
Kolektomia – częściowe lub całkowite (totalne) chirurgiczne usunięcie jelita grubego. Najczęściej wykonywana jest z powodu nowotworu złośliwego, wrzodziejącego zapalenia jelita grubego, polipowatości rodzinnej. 
Proktokolektomia to usunięcie jelita grubego razem z odbytnicą. W niektórych przypadkach można wykonać zabieg z zachowaniem funkcji odbytu (np. metodą Duhamela lub Soave, stosowanymi w leczeniu choroby Hirschsprunga), jednak najczęściej konieczne jest wykonanie ileostomii.